# ポルシェ・パナメーラ
パナメーラ（Panamera ）は、ドイツの自動車メーカーポルシェが、2009年から製造・販売するFセグメントに属するFRあるいは4WDの4人乗り大型高級スポーツカー。

## 初代 970（2009年-2016年）

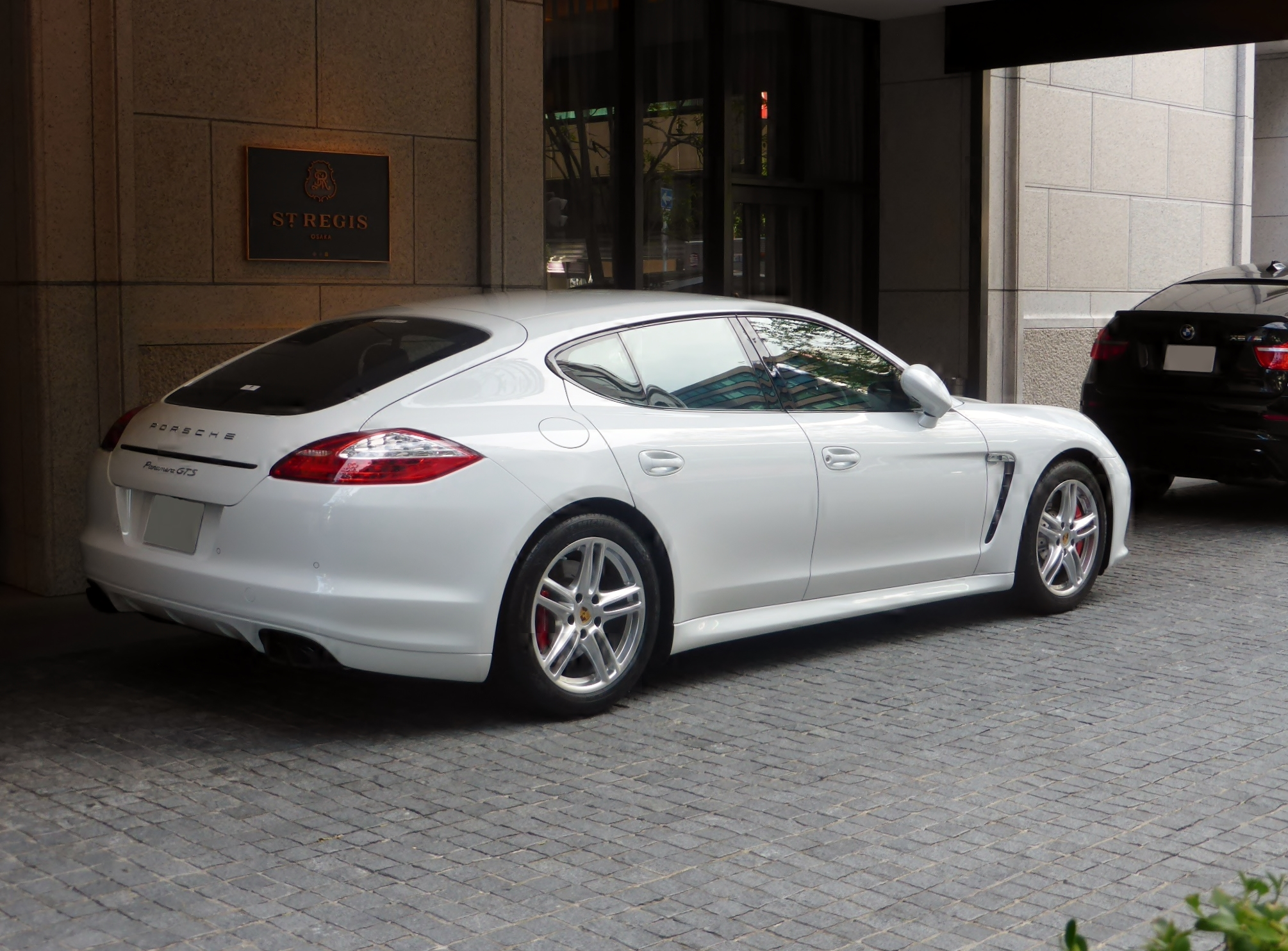
初代パナメーラはテールが丸みを帯びたデザイン

同社としては初のフル4シーターの4ドアサルーン（厳密にいえば5ドアファストバックセダン）であり、一流のスポーツカーでありながら高級サルーンの快適さを兼ねるモデルとして誕生した。2009年の4月からドイツ・ライプツィヒ工場で生産を開始し、正式デビューは翌月の上海モーターショー。本国では2009年9月12日にリリースされた。
日本では、2009年（平成21年）11月20日から23日に開催された「名古屋モーターショー」（第16回）にて、一般向けとしては初めてのお披露目となった。
パナメーラ、パナメーラ4にはV6の3,605 cc、最高出力221 kW（300馬力）、パナメーラS、パナメーラ4SにはV8の4,806 cc、最高出力302 kW（411馬力）、パナメーラターボにはターボにより過給された368 kWのV8エンジンが搭載された。変速機は6速MTもしくはDCT（道路交通法上ではAT車扱い）である7速PDKが組合せされた。

### 日本でのラインナップ
| モデル                   | 変速機   | 駆動方式 | 生産年度     | 排気量   | 最高出力                                        | 最高速度          | 0 - 100 km/h 加速 | 新車価格                             |
| ------------------------ | -------- | -------- | ------------ | -------- | ----------------------------------------------- | ----------------- | ----------------- | ------------------------------------ |
| パナメーラ               | 6MT 7PDK | FR       | 2010年 8月 - | 3,604 cc | 220 kW (300 PS)                                 | 261 km/h 259 km/h | 6.8秒 6.3秒       | 933.0万円（税込） 1008.0万円（税込） |
| パナメーラ S             | 7PDK     | FR       | 2010年 8月 - | 4,806 cc | 294 kW (400 PS)                                 | 283 km/h          | 5.4秒 5.2秒       | 1385.0万円（税込）                   |
| パナメーラ 4             | 7PDK     | 4WD      | 2010年 8月 - | 3,604 cc | 220 kW (300 PS)                                 | 257 km/h          | 6.1秒 5.9秒       | 1436.0万円（税込）                   |
| パナメーラ 4S            | 7PDK     | 4WD      | 2010年 8月 - | 4,806 cc | 294 kW (400 PS)                                 | 283 km/h          | 5.0秒 4.8秒       | 1436.0万円（税込）                   |
| パナメーラ Sハイブリッド | 8AT      | FR       | 2010年 8月 - | 2,995 cc | エンジン 245 kW (333 PS) モーター 34 kW (47 PS) | 270 km/h          | 6.0秒             | 1483.0万円（税込）                   |
| パナメーラ ターボ        | 7PDK     | FR       | 2010年 8月 - | 4,806 cc | 368 kW (500 PS)                                 | 303 km/h          | 4.2秒 4.0秒       | 2061.0万円（税込）                   |
| パナメーラ ターボS       | 7PDK     | 4WD      | 2010年 8月 - | 4,806 cc | 405 kW (550 PS)                                 | 306 km/h          | 3.8秒             | 2481.0万円（税込）                   |

## 2代目 971（2016年-2023年）
2016年6月に新型パナメーラが発表され、7年ぶりのフルモデルチェンジとなった。旧モデルの丸みを帯びたテールデザインはシャープに変わり、パワーユニットも一新。パナメーラ ターボは100 km/hまで3.8秒で加速し、ニュルブルクリンクではポルシェ911 GT3を超えるタイムを出した。
2022年10月26日、ブレーキブースター警報装置の不具合のため、国土交通省にリコールを届出。

### スポーツ ツーリズモ

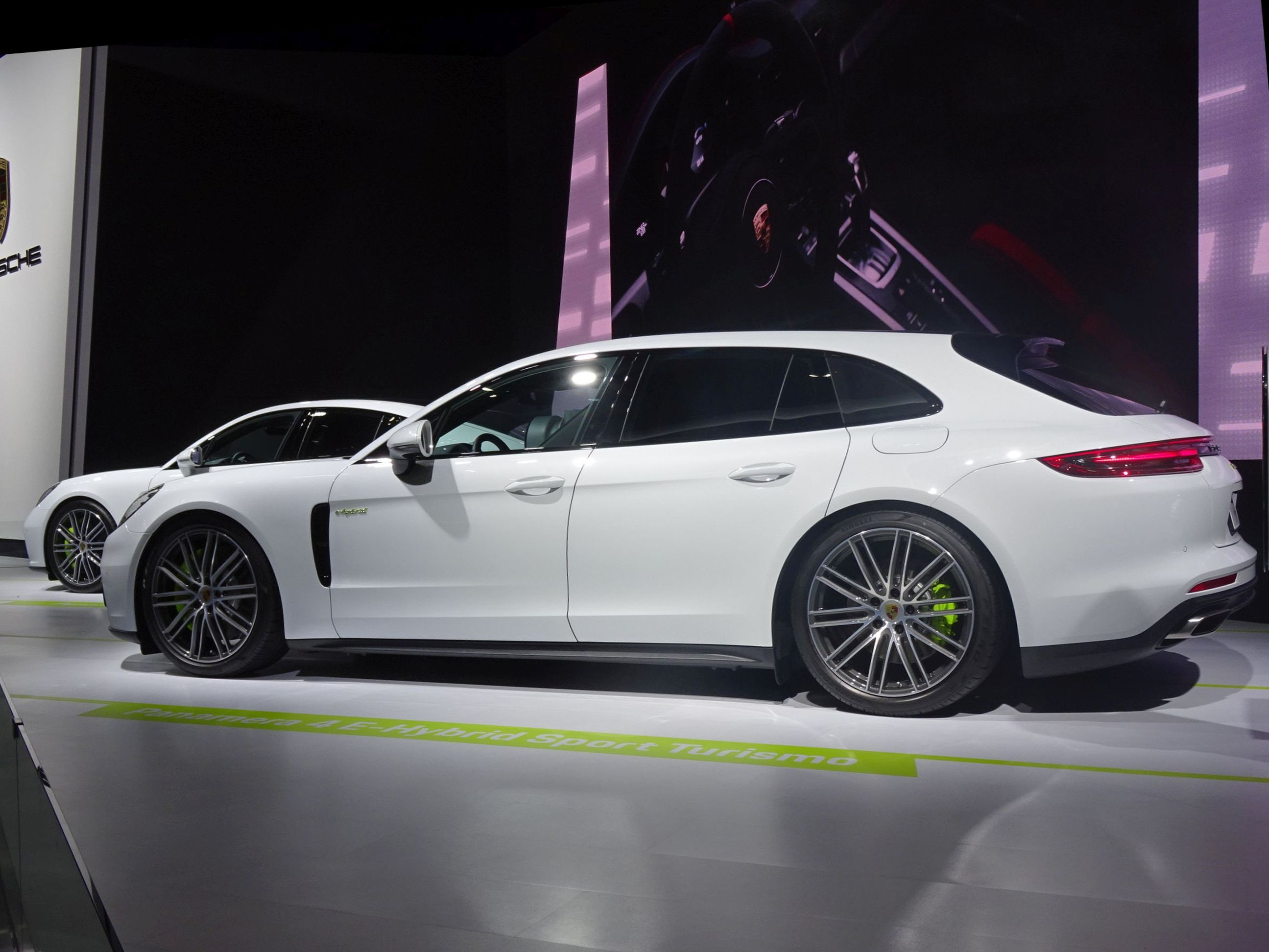
スポーツ ツーリズモ

2017年より、2代目をベースにした、いわゆるシューティングブレークと呼ばれるステーションワゴンタイプのモデルがラインナップに追加された。

#### 日本でのラインアップ
- パナメーラ 4 スポーツツーリスモ（12,973,000 円）
- パナメーラ 4S スポーツツーリスモ（17,043,000 円）
- パナメーラ 4 E ハイブリッド スポーツツーリスモ（15,213,000 円）
- パナメーラ ターボ S Eハイブリッド スポーツツーリスモ（29,073,000 円）
- パナメーラ ターボ スポーツツーリスモ（24,533,000 円）

## 3代目 972（2023年-）

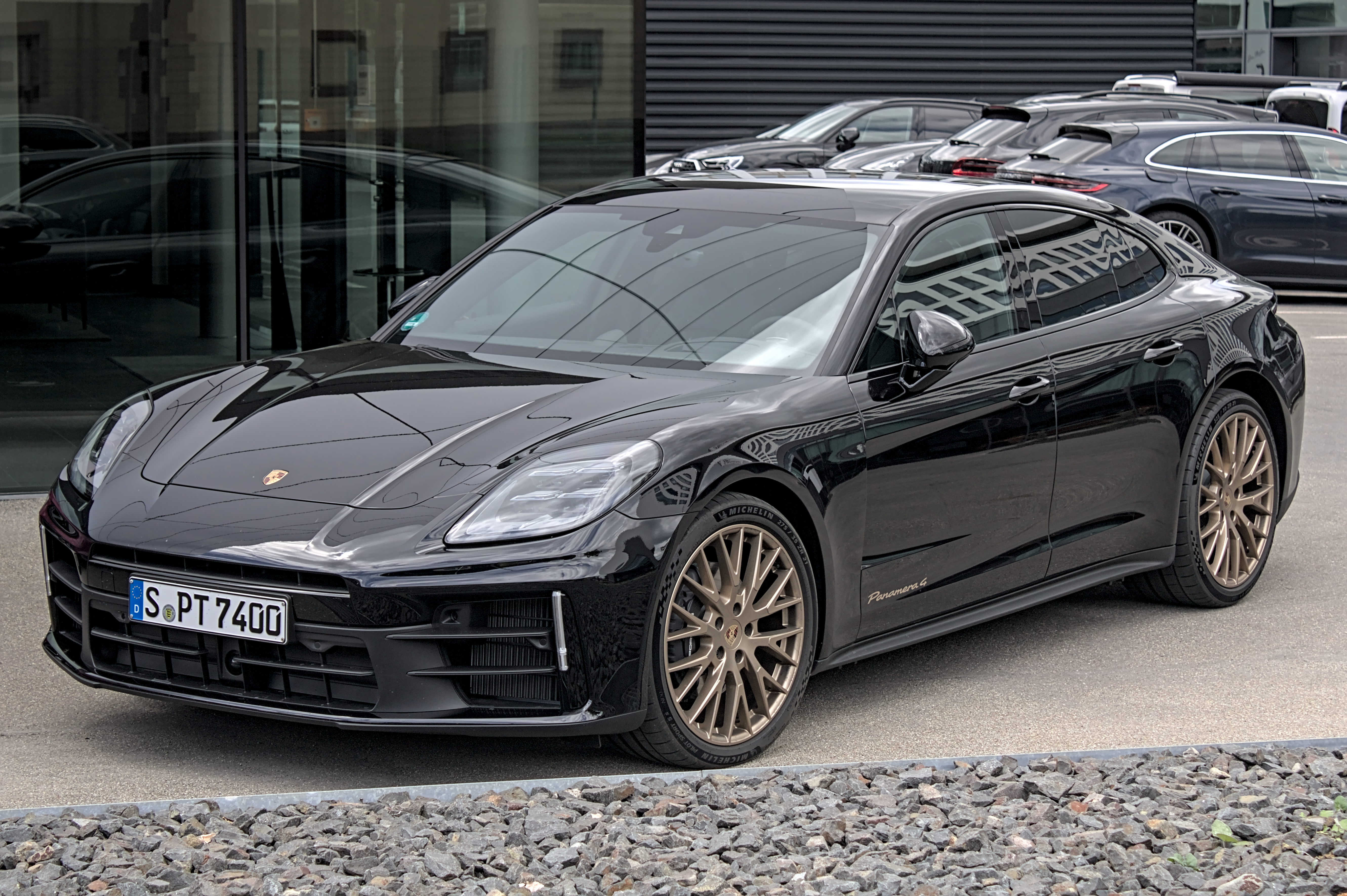
972 パナメーラ 4

## 車名の由来
車名の「パナメーラ」は、1950年代前半にメキシコで行われていた公道レース「カレラ・パナメリカーナ・メヒコ」からインスピレーションを受けて採用された。911「カレラ」の名もこのレースに由来しているほか、1989年には「パナメリカーナ」という名称のコンセプトカーも発表している。